# Франко Алфано
Франко Алфано (на италиански: Franco Alfano) е италиански композитор и пианист, братовчед на Джакомо Пучини. Довършва операта „Турандот“ на Пучини през 1926 година. Има значителен успех със собствените си произведения.

## Биография
Роден е в Посилипо, близо до Неапол. До днешни дни, музикалните историци обикновено посочват неправилно година на раждане на Алфано – 1896 г. Алфано се учи да свири на пиано индивидуално при Алесандро Лонго (1864 – 1946) и на хармония и композиция съответно при Камило де Нардис (1856 – 1951) и Паоло Серао (1830 – 1907) в консерваторията „San Pietro a Majella“ в Неапол. По-късно, след като завършва, следва отново композиция при Ханс Сит (1850 – 1922) и Саломон Ядасон (1831 – 1902) в Лайпциг. Докато работи там среща своя идол Едвард Григ и написва множество произведения за пиано и оркестър. Той завършва своята първа опера „Миранда“ („Miranda“) през 1896 г., която все още е неиздадена. Критиката определя като най-успешни негови произведения оперите:
- „Risurrezione“ (в превод на български: „Възкресение“), 1904 г. и базирана на Толстой. По-късно е пята от Магда Оливеро.
- „Cyrano de Bergerac“ („Сирано дьо Бержерак“) по известната пиеса на Едмонд Ростанд и преведена на френски от Хенри Гейн. Италианската премиера се състои в Рим през януари 1936 г., а френската версия е показана в Париж четири месеца по-късно.
- „La leggenda di Sakùntala“ от 1921 г., която е представена обновена през 1952 г. като „Sakùntala“.

От 1918 г. Алфано е директор на консерваторията в Болоня и ръководи консерваторията в Торино от 1923 г. Умира в Сан Ремо. Дженифър Алфано е негова внучка.

## Избрани произведения
- 1896 – „Миранда“ (опера)
- 1898 – „La Fonte di Enschir“ (опера)
- 1899 – „Four Romanian Dances“ (за пиано)
- 1901 – „Наполи“ (балет)
- 1901 – „Лоренца“ (балет)
- 1904 – „Възкресение“ (опера)
- 1910 – „Първа симфония“
- 1921 – „La Leggenda di Sakùntala“ (опера)
- 1923 – „Соната“ (за цигулка и пиано)
- 1925 – „Соната“ (за чело и пиано)
- 1930 – „Последният владетел“ (опера)
- 1933 – „Везувио“ (балет)
- 1933 – „Втора симфония“
- 1936 – „Квинтет“ (за пиано и струнни инструменти)
- 1936 – „Сирано дьо Бержерак“ (опера)
- 1941 – „Дон Жуан де Манара“ (опера)
- 1949 – „Доктор Антонио“ (опера)